# Canard de Salvadori
Salvadorina waigiuensis
Genre
Espèce
Statut de conservation UICN

 LC  : Préoccupation mineure
Le Canard de Salvadori (Salvadorina waigiuensis) est une espèce de canard de la famille des anatidés. C'est la seule espèce du genre Salvadorina. Il est parfois placé dans le genre Anas.

## Habitats et répartition
On rencontre cette espèce dans les montagnes de Nouvelle-Guinée entre 500 et 3 700 mètres d'altitude. Elle fréquente aussi bien les lacs de montagne que les torrents. Il s'agit de la seule espèce de canard endémique de Nouvelle-Guinée.

## Étymologie
Le nom français de cette espèce commémore le comte Adelaro Tommaso Paleotti Salvadori (1835-1923), médecin, pédagogue, écrivain et ornithologue italien.